# Лесечко, Алексей Кузьмич
Алексей Кузьмич Лесечко — советский хозяйственный, государственный и политический деятель.

## Биография
Родился в 1925 году в селе Андреевка Рузаевской волости (ныне — Район имени Габита Мусрепова). Член КПСС.
Участник Великой Отечественной войны, рядовой 8-й гвардейской отдельной воздушной десантной бригады.
С 1953 года — на хозяйственной, общественной и политической работе. В 1953—1990 гг. — горновой шахтных печей, мастер смены, начальник цеха на Иртышском медеплавительном заводе, партийный работник, заместитель председателя комитета партийно-государственного контроля Восточно-Казахстанского обкома КП Казахстана и исполкома областного Совета депутатов трудящихся, заведующий промышленно-транспортным отделом обкома партии, 1-й секретарь Усть-Каменогорского горкома КП Казахстана.
Избирался депутатом Верховного Совета Казахской ССР 9-го и 10-го созывов. Делегат XXV и XXVI съездов КПСС.
Почетный гражданин г. Усть-Каменогорска (27 декабря 2001 г.)
Умер в Усть-Каменогорске в 2004 году.